# Центральный Нью-Йорк

Центральный Нью-Йорк (№3) на карте регионов штата Нью-Йорк

Центральный Нью-Йорк — центральный регион штата Нью-Йорк, включающий:
- Оберн в округе Кеюга;
- Кортленд в округе Кортленд;
- Онейда в округе Мэдисон;
- Сиракьюс (крупнейший город Центрального Нью-Йорка, находится в округе Онондага);
- Фултон[англ.] и Осуиго в округе Осуиго.

С населением около 784 283 чел. (по состоянию на 2020 год) и площадью 9620 км² регион включает в себя агломерацию Сиракьюс.

## Определения
Определение Центрального и Восточного региона штата Нью-Йорк (Central and Eastern region of New York state), данное Департаментом транспорта штата Нью-Йорк, включает округа Олбани, Брум, Шенанго, Колумбия, Кортленд, Делавэр, Фултон, Грин, Херкимер, Мэдисон, Монтгомери, Онейда, Онондага, Осуиго (Освего), Отсего, Ренсселер, Саратога, Скенектади, Шохари, Салливан, Олстер и Вашингтон, но не придерживается определения Центрального Нью-Йорка.
Округ Кортленд и округ Томпкинс часто считаются частью региона штата Нью-Йорк, называемого Южным уровнем; демаркационная линия «лыжной страны» (Ski country) проходит через округ Кортленд. Округ Томпкинс, в который входит Итака на берегу озера Каюга, считается частью озер Фингер. Округ Онайда и округ Херкимер часто считаются частью Долины могавков (Mohawk Valley) штата Нью-Йорк, хотя географические определения центрального Нью-Йорка и долины могавков совпадают. 
Только округ Онондага, округ Каюга, округ Освего и округ Мэдисон всегда считаются Центральным Нью-Йорком.
Дэниел Кох пишет в своей книге «Земля онейда: центральный штат Нью-Йорк и создание Америки» (Land of the Oneidas: Central New York State and the Creation of America, опубликована в 2023 году), что «термин «центральный Нью-Йорк» сбивает с толку, и разные авторы и агентства определяют его по-разному, в разное время». Его работа о центре Нью-Йорка фокусируется на исконных землях народа онейда, а также на соседних родинах онондага на западе и народа могавков на востоке.

## История
В ранний исторический период ирокезы (хауденосауни) успешно изгнали алгонкинские племена из региона.
Здесь располагался Центральный военный тракт Нью-Йорка (Central New York Military Tract) — земля, зарезервированная для солдат во время Войны за независимость США. Многие города, образовавшиеся на основе пунктов на тракте, носят классические названия.

## Высшее образование
Основные колледжи и университеты региона включают:
- Колгейтский университет
- Hamilton College[англ.]
- Le Moyne College
- SUNY Cortland (State University of New York College at Cortland[англ.]
- SUNY ESF (State University of New York College of Environmental Science and Forestry[англ.])
- SUNY Morrisville (State University of New York at Morrisville[англ.])
- SUNY Oswego (State University of New York at Oswego[англ.])
- SUNY Polytechnic Institute
- SUNY Upstate Medical University (State University of New York Upstate Medical University[англ.])
- Сиракузский университет
- Университет Ютика (Utica University[англ.], см. Ютика)
- Wells College[англ.]

## СМИ
Основные газеты региона включают Oneida Daily Dispatch, Syracuse Post-Standard, Auburn Citizen, Rome Daily Sentinel, Ithaca Journal и Utica Observer-Dispatch.
Регион обслуживается несколькими телевизионными станциями, базирующимися в Сиракузах (включая дочернюю компанию ABC WSYR-TV, дочернюю компанию NBC WSTM-TV, дочернюю компанию CBS WTVH, дочернюю компанию FoxTV WSYT и станцию-члена PBS WCNY-TV) 
и в Ютике (дочерняя компания NBC/CBS WKTV, филиал ABC WUTR и филиал FoxTV WFXV).

## Модели речи
Центральный Нью-Йорк находится недалеко от восточной окраины диалектного региона, известного как Внутренний Север, который простирается на запад до Висконсина. Для этого региона характерен сдвиг в произношении гласных, известный как сдвиг гласных в северных городах, хотя в последние десятилетия этот сдвиг начал исчезать среди молодого поколения.
Многие жители Центрального Нью-Йорка произносят такие слова, как элементарный, документальный и комплиментарный, со вторичным ударением на -ary,, поэтому elementary становится  /ɛləˈmɛntˌɛri/, вместо более распространенных вариантов произношения /ɛləˈmɛntəri/ и /ɛləˈmɛntri/. Эта функция является общей для остальной части северной части штата Нью-Йорк (Upstate New York).
Слово «сода» используется в Центральном Нью-Йорке для обозначения безалкогольных напитков; это отличает его лингвистически от Западного Нью-Йорка, где используется слово «поп» (pop).